# Gilbert Garcin
Gilbert Garcin (21. června 1929 La Ciotat – 17. dubna 2020 Marseille) byl francouzský fotograf.

## Životopis
Gilbert Garcin se narodil v La Ciotat v červnu 1929. O fotografii zájem neměl a řídil továrnu, která prodávala lampy. Když odešel do důchodu, zúčastnil se fotografické soutěže a získal první cenu, což mu umožnilo jít do tréninkového kurzu fotomontáže, který pořádal fotograf Pascal Dolémieux během Rencontres d'Arles v roce 1992.
Tato technika ho fascinovala a Garcin začal v 65 letech fotografickou kariéru. Používal vždy stejnou techniku v surrealistickém duchu. Svou tvorbou se stal velmi dobře známým po celém světě.

## Technika
Své fotografie vždy používal jako materiál pro vytváření psaligrafií své vlastní postavy a někdy i postavy své ženy, integrované do surrealistického prostředí.